# 315012 Hutchings
315012 Hutchings este un asteroid din centura principală de asteroizi.

## Descriere
315012 Hutchings este un asteroid din centura principală de asteroizi. A fost descoperit pe 20 ianuarie 2007 la Mauna Kea de David D. Balam. Asteroidul prezintă o orbită caracterizată de o semiaxă mare de 2,97 ua, o excentricitate de 0,11 și o înclinație de 6,4° în raport cu ecliptica.